# 椙山林継
椙山 林継（椙山 林繼、すぎやま しげつぐ、1940年 -　）は、日本の神道学者。國學院大學名誉教授。祭祀考古学、神道学を専攻。八雲神社宮司。祭祀考古学会会長。

## 生涯
1940年（昭和15年）、千葉県に生まれる。父は椙山林麿。
1956年（昭和31年）、父が宮司を務めている八雲神社のほか、15の神社の禰宜に就任した。
1967年（昭和42年）、國學院大學大学院文学研究科博士課程満期退学。
1975年（昭和50年）、八雲神社宮司に昇任した。翌1976年（昭和51年）、國學院大學文学部講師となり、1983年（昭和58年）には國學院大學日本文化研究所助教授となった。のちに教授、所長になった。
2001年（平成13年）、「古墳時代祭祀の研究」で博士（歴史学）となった。同年、定年により退任し、名誉教授となった。

## 著書

### 単著
- 『入山峠』軽井沢町教育委員会、1983年。
- 『近世神道神学の萌芽』雄山閣、2014年。

### 共編著
- （共著）岡田莊司、牟禮仁、錦田剛志、松尾充晶『古代出雲大社の祭儀と神殿』学生社、2005年。
- （共著）岡田莊司、安蘇谷正彦、中西正幸、茂木栄、茂木貞純 著、兵庫県神社庁 編『神道と日本文化』戎光祥出版、2006年。
- （共著）安斎正人、小野正文、黒沢浩、平川南『祭りの考古学』学生社〈暮らしの考古学シリーズ〉、2008年。

- （共編）山岸良二『方形周溝墓研究の今：宇津木向原遺跡発掘40周年記念シンポジウム記録集』雄山閣、2005年。
- （共編）山岸良二『原始・古代日本の祭祀』同成社、2007年。
- （共編）宇野日出生『神社継承の制度史』思文閣出版〈神社史料研究会叢書〉、2009年。

### 監修
- 『日本の神々：完全ビジュアルガイド』カンゼン、2010年。ISBN 978-4-86255-068-2。
- 『ほっとけない神様図鑑』あいうえお館、2019年。ISBN 978-4-909518-05-7。

### 記念論文集
- 『日本基層文化論叢：椙山林継先生古稀記念論集』雄山閣、2010年。ISBN 978-4-639-02147-6。

## 論文
- Cinii